# Забиров, Хайдар Давыдович
Хайдар Давыдович Забиров (1922—2006) — советский хозяйственный, государственный и политический деятель.

## Биография
Родился в 1922 году в селе Индерка. Член КПСС.
Участник Великой Отечественной войны. С 1946 года — на хозяйственной, общественной и политической работе. В 1946—1992 гг. — бухгалтер, секретарь парткома, председатель колхоза «Искра» Сосновоборского района Пензенской области.
Избирался депутатом Верховного Совета РСФСР 7-го созыва.
Заслуженный деятель колхозного строительства РСФСР.
Скончался в 2006 году в Индерке.